# 舒阿海維
41°37′37″N 42°11′13″E / 41.62694°N 42.18694°E

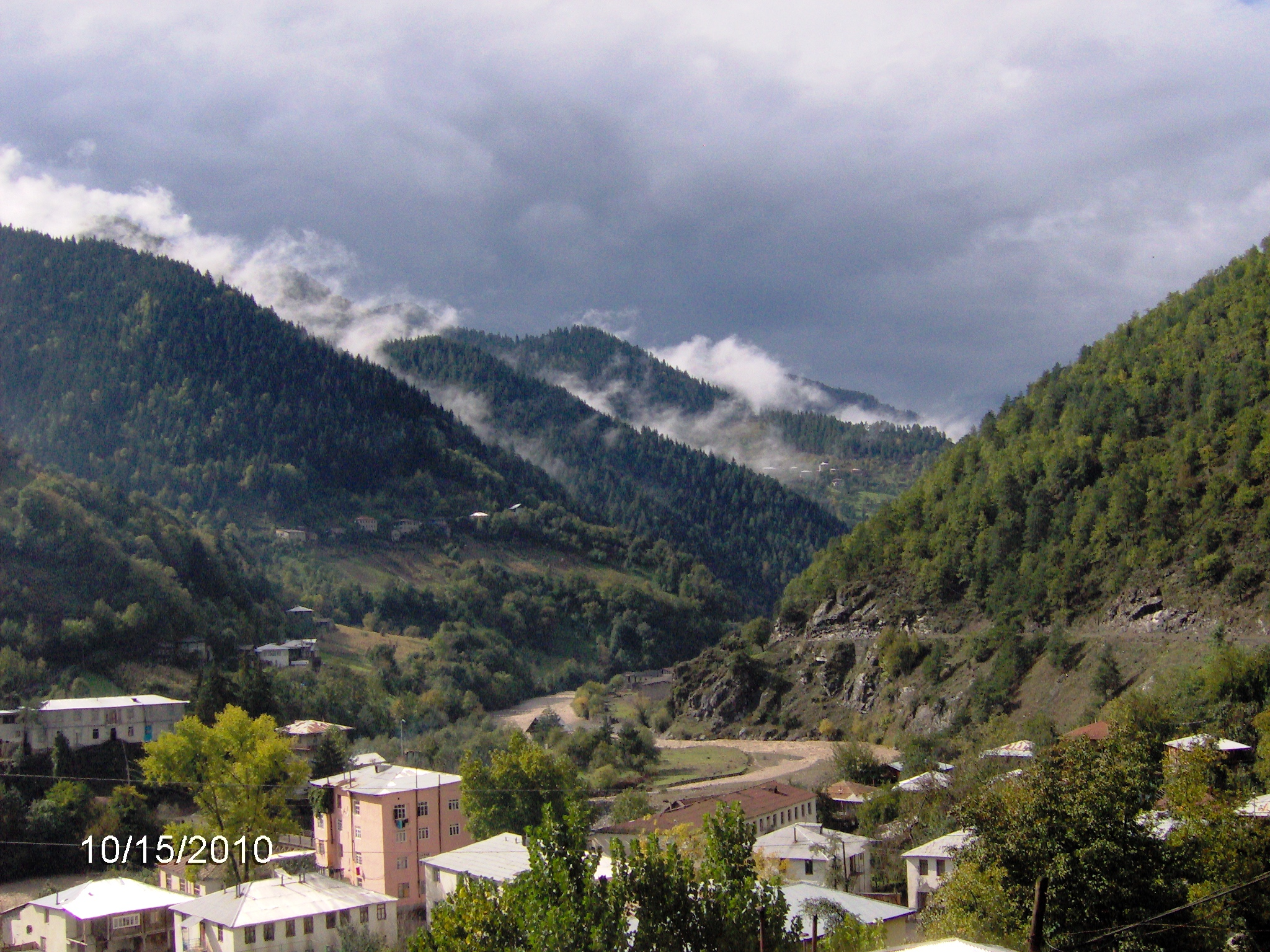
舒阿海維

舒阿海維，是格魯吉亞西南部阿扎尔自治共和国舒阿海維市鎮内的城鎮及其行政中心。處於巴統以東67公里，海拔高度420米，2014年人口797。